# Oligonychus
Oligonychus är ett släkte av spindeldjur som beskrevs av Berlese 1886. Oligonychus ingår i familjen Tetranychidae.

## Dottertaxa tillOligonychus, i alfabetisk ordning[1][2]
- Oligonychus aceris
- Oligonychus acugni
- Oligonychus afrasiaticus
- Oligonychus alpinus
- Oligonychus amiensis
- Oligonychus amnicolus
- Oligonychus andrei
- Oligonychus andropogonearum
- Oligonychus anneke
- Oligonychus annonicus
- Oligonychus anonae
- Oligonychus antherus
- Oligonychus apohadrus
- Oligonychus aquilinus
- Oligonychus araneum
- Oligonychus bagdasariani
- Oligonychus baipisongis
- Oligonychus bambusae
- Oligonychus barbatae
- Oligonychus beeri
- Oligonychus bessardi
- Oligonychus bicolor
- Oligonychus biharensis
- Oligonychus boudreauxi
- Oligonychus brevipilosus
- Oligonychus brevipodus
- Oligonychus bruneri
- Oligonychus buschi
- Oligonychus calcis
- Oligonychus calicicola
- Oligonychus camelliae
- Oligonychus campestris
- Oligonychus castaneae
- Oligonychus castrensis
- Oligonychus caucasicus
- Oligonychus changi
- Oligonychus chazeaui
- Oligonychus chiapensis
- Oligonychus clavatus
- Oligonychus coffeae
- Oligonychus comptus
- Oligonychus coniferarum
- Oligonychus conostegiae
- Oligonychus cubensis
- Oligonychus cunliffei
- Oligonychus dactyloni
- Oligonychus daleae
- Oligonychus digitatus
- Oligonychus duncombei
- Oligonychus endytus
- Oligonychus ephamnus
- Oligonychus etiennei
- Oligonychus exsiccator
- Oligonychus festucolus
- Oligonychus flechtmanni
- Oligonychus flexuosus
- Oligonychus formosanus
- Oligonychus gambelii
- Oligonychus gossypii
- Oligonychus gotohi
- Oligonychus gramineus
- Oligonychus grastis
- Oligonychus gratus
- Oligonychus grewiae
- Oligonychus grypus
- Oligonychus gutierrezi
- Oligonychus hadrus
- Oligonychus hainanensis
- Oligonychus hondoensis
- Oligonychus hortulanus
- Oligonychus hova
- Oligonychus ilicis
- Oligonychus imberbei
- Oligonychus indicus
- Oligonychus intermedius
- Oligonychus iseilemae
- Oligonychus jiangxiensis
- Oligonychus judithae
- Oligonychus juniperi
- Oligonychus kadarsani
- Oligonychus karamatus
- Oligonychus keiferi
- Oligonychus kobachidzei
- Oligonychus krantzi
- Oligonychus lagodechii
- Oligonychus laricis
- Oligonychus leandrianae
- Oligonychus letchworthi
- Oligonychus licinus
- Oligonychus litchii
- Oligonychus livschitzi
- Oligonychus longiclavatus
- Oligonychus longipenis
- Oligonychus longus
- Oligonychus macrostachyus
- Oligonychus mactus
- Oligonychus malawiensis
- Oligonychus mangiferus
- Oligonychus manishi
- Oligonychus martensis
- Oligonychus matthyssei
- Oligonychus mcgregori
- Oligonychus megandrosoma
- Oligonychus meifengensis
- Oligonychus menezesi
- Oligonychus mexicanus
- Oligonychus milleri
- Oligonychus mimosae
- Oligonychus mitis
- Oligonychus modestus
- Oligonychus monsarrati
- Oligonychus nasutus
- Oligonychus nelensis
- Oligonychus neoplegas
- Oligonychus neopratensis
- Oligonychus newcomeri
- Oligonychus nielseni
- Oligonychus nuptialis
- Oligonychus obliquus
- Oligonychus occidentalis
- Oligonychus ocellatus
- Oligonychus ochoai
- Oligonychus oenotherae
- Oligonychus orthius
- Oligonychus oryzae
- Oligonychus palus
- Oligonychus pemphisi
- Oligonychus penai
- Oligonychus pennisetum
- Oligonychus perditus
- Oligonychus peronis
- Oligonychus perseae
- Oligonychus peruvianus
- Oligonychus piceae
- Oligonychus picei
- Oligonychus pinaceus
- Oligonychus pini
- Oligonychus pityinus
- Oligonychus platani
- Oligonychus plegas
- Oligonychus plicarum
- Oligonychus plumosus
- Oligonychus ponmanaiensis
- Oligonychus poutericola
- Oligonychus pratensis
- Oligonychus primulae
- Oligonychus pritchardi
- Oligonychus propetes
- Oligonychus proteae
- Oligonychus pruni
- Oligonychus psidii
- Oligonychus psidium
- Oligonychus punicae
- Oligonychus pustulosus
- Oligonychus qilianensis
- Oligonychus quasipropetes
- Oligonychus quercus
- Oligonychus randriamasii
- Oligonychus rubicundus
- Oligonychus rusticus
- Oligonychus sacchari
- Oligonychus saccharinus
- Oligonychus saccharoides
- Oligonychus santoantoniensis
- Oligonychus sapienticolus
- Oligonychus sayedi
- Oligonychus senegalensis
- Oligonychus simus
- Oligonychus smithi
- Oligonychus steinhaueri
- Oligonychus stenoperitrematus
- Oligonychus stickneyi
- Oligonychus subnudus
- Oligonychus subtropicus
- Oligonychus sumatranus
- Oligonychus taiwanicus
- Oligonychus thelytokus
- Oligonychus themedae
- Oligonychus tiwakae
- Oligonychus tlaxcensis
- Oligonychus triandrae
- Oligonychus trichardti
- Oligonychus tshimkenticus
- Oligonychus tsudomei
- Oligonychus tuberculatus
- Oligonychus turbelli
- Oligonychus tylus
- Oligonychus ununguis
- Oligonychus uruma
- Oligonychus waltersi
- Oligonychus vazquezae
- Oligonychus velascoi
- Oligonychus veranerae
- Oligonychus verduzcoi
- Oligonychus viranoplos
- Oligonychus virens
- Oligonychus viridis
- Oligonychus vitis
- Oligonychus yasumatsui
- Oligonychus yothersi
- Oligonychus yuae
- Oligonychus yusti
- Oligonychus zanclopes
- Oligonychus zeae